# Deutsches Nachrichtenbüro
Pour les articles homonymes, voir DNB.
Le Deutsches Nachrichtenbüro (DNB) est une agence de presse allemande créée en 1934 par l'État allemand, sous le contrôle des nazis, pour prendre la succession de l'Agence Continentale et de l'Agence de presse Transocean. Sa création coïncide avec la fin de tout accord entre les grandes agences de presse mondiales. Après la Seconde Guerre mondiale, la Deutsche Presse-Agentur (DPA) lui a succédé en 1949. 

## Histoire
Dès le 16 janvier 1934, le président du DNB Otto Mejer prit rendez-vous à Londres avec Sir Roderick Jones, le directeur de Reuters, afin de réclamer « l'égalité des droits ». Il affirme qu'il ne paiera plus de soulte pour ses nouvelles et demande à pouvoir résilier les contrats avec un préavis de seulement trois mois.
L'Agence Continentale allemande, dont les dirigeants venaient d'être destitués, fusionna à la fin de novembre 1934 avec la Telegraphen Union (TU), l'agence de presse du Trust Hugenberg, du magnat des médias Alfred Hugenberg, figure de la République de Weimar. 
En mai 1934, le codirecteur de l'Agence Continentale Hermann Dietz est mis à la retraite d'office et en août, l'autre codirecteur, Arthur Rawitzski, est arrêté à son retour des Pays-Bas.
La nouvelle entité devint le Deutsches Nachrichten-Büro (DNB), d'inspiration national-socialiste, qui acquit rapidement un monopole sur les informations du Reich et dépend du ministère de la propagande, récupérant aussi les attributions de l'Agence de presse Transocean. 
Pendant la guerre, cette agence a progressivement augmenté son influence. L'Agence télégraphique suisse va ainsi devenir une « sorte de succursale » du Deutsches Nachrichten Büro, tandis que l'agence autrichienne d'information s'est effacée devant elle. En France, l'Agence française d'information de presse (AFIP) est créée et sert de relais pour l'Office français d'information du gouvernement de Vichy, qui travaille étroitement avec elle. À la fin de la guerre, la Deutsches Nachrichten Buro, en tant qu'agence officielle du gouvernement nazi allemand, alimentait la presse arabe de Palestine d'articles antisionistes.